# رازبورای خط‌دار
رازبورای خط‌دار (Rasbora paviana) گونه ای از پرتوبالگان از جنس رازبورا است. این گونه بومی آسیای جنوب شرقی است. 